# Надгробна плоча кнеза Васе Поповића
Надгробна плоча кнеза Васе Поповића, управника Пожешке нахије, блиског сарадника и човека од поверења кнеза Милоша Обреновића, налази се изнад места где су 1833. године његови посмртни остаци положени у темеље Цркве Светог Димитрија у Брезни, којој је припадало његово родно село Беришићи. Плоча се првобитно налазила у порти старе Саборне цркве у Београду, где је кнез Васа Поповић уз почасти сахрањен 1832. године.

## Надгробна плоча
Плоча од ружичастог мермера, димензија 205х95 cm, узидана на спољни део јужног олтарског зида помоћу гвоздених носача. Изнад епитафа је крст у рељефу, а испод мртвачка глава са укрштеним костима, симбол Голготе. Плоча по рубовима има једноставну класицистичку бордуру.

### Епитаф
Складно уклесан текст гласи:
ВАСИЛИЈУ ПОПОВИЋУ НАХИЈЕ ПОЖЕШКЕ УПРАВИТЕЉУ
ДРАЖАJШЕМУ СВОМ РОДИТЕЉУ У БЕРШИЋИМА НАХИЈЕ
РУДНИЧКЕ РОЂЕНОМЕ, ПОЖИВШЕМУ 55 ГОДИНА,
17га ЈАНУАРА 1832. ГОДИНЕ У БЕОГРАДУ УМЕРШЕМУ,
ЗА ЗНАК СИНОВИ ЉУБОВИ И ВЕЧНОГА ВОСПОМИНАНИЈА
ПОСТАВИШЕ ОВАЈ СПОМЕНИК 1833. ГОД,
БЛАГОРОДНИ СИНОВИ ЊЕГОВИ, СТЕВАН, МИЈАИЛО И РАНКО.

## Споменик у облику крста
У подножју плоче, са њене леве стране, узидан је споменик од ружичастог мермера у облику крста са постољем, димензија 100х48 cm. Посвећен је Јовану, сину кнеза Васе Поповића, који је као десетогодишњи дечак умро 1827. године. Споменик се првобитно налазио на чачанском гробљу, да би 1833. године са дечаковим посмртним остацима такође био пренет у Брезну.

### Епитаф
Текст исписан старим, предвуковским писмом, гласи:
СЕЈ КРЕСТ ВОЗДВИГНУТ ЕСТ ЗД В ПАМЈАТ
БЛАЖЕННО ПОЧИВШЕГ МЛАДЕНЦА ЈОВАНА СИНА
ВАСИЛИЈА ПОПОВИЧ ИЗ СЕЈ ВАРОШИ ЧАЧАК
КОТОРИЈ ПОЖИВЕ 10 ЛЕТ И ПРЕСТАВИСЕ
23 ДЕКЕМВРИЈА 1827 ГОДА.